# Beata Olsson
Beata Karin Eleonora Olsson, född den 31 januari 2001, är en svensk fotbollsspelare som spelar för Kristianstads DFF.

## Karriär
Beata Olsson inledde sin spelarkarriär i moderklubben FC Djursholm. Karriären gick sedan vidare i unga år till Enköpings SK där Olsson debuterade i A-laget 2015. Hon gjorde 43 mål på 35 matcher för klubben mellan 2015 och 2017.
Inför säsongen 2018 gick Olsson till IK Uppsala. Hon spelade 18 matcher och gjorde två mål i Elitettan 2018. Säsongen 2019 gjorde Olsson 12 mål på 24 ligamatcher och hjälpte klubben bli uppflyttade till Damallsvenskan. Hon gjorde fem mål på 21 ligamatcher i Damallsvenskan 2020 då Uppsala blev nedflyttade.
Inför säsongen 2021 flyttade Olsson till USA för spel i collegelaget Florida Gators på University of Florida. Hon spelade sju matcher och gjorde lika många mål under våren 2021 och blev bland annat utnämnd till "Veckans forward i South East Conference" vid ett tillfälle. Olsson var dock fortsatt tillgänglig för spel i IK Uppsala och återvände till klubben i april 2021. Det blev en lyckad återkomst för Olsson som gjorde fyra mål på sina första sex matcher i Elitettan 2021.
Efter att flera av tränarna i Florida Gators lämnade laget tidigt in på säsongen 2021, valde Olsson att byta universitet till Florida State och laget Florida State Seminoles. Under sin första säsong med Seminoles vann Olsson lagets interna skytteliga med 14 gjorda mål. Hon var därmed en starkt bidragande faktor när Florida State blev amerikanska collegemästare efter att den 6 december ha finalbesegrat Brigham Young University med 4–3 efter både övertid och straffar. 2023 blev Olsson och hennes Seminoles återigen collegemästare efter en direkt avgörande match där hon stod för ett mål och två assist i en match som slutade 5–1.
Inför säsongen 2024 vände Olsson tillbaka hem till Sverige för spel med Stockholmsklubben AIK. Beata Olsson och AIK kom överens om ett ettårigt kontrakt med opition om ytterligare ett år. Inför säsongen 2025 värvades hon av Kristianstads DFF.